# Championnat d'Océanie féminin de rugby à XV 2024
Navigation
2023 2025
Le championnat d'Océanie féminin de rugby à XV 2024 est la sixième édition de la compétition organisée par Oceania Rugby. Elle est organisée sur le terrain du club du Sunnybank Rugby Union Club, en banlieue de Brisbane.

## Format
Les deux meilleures équipes se qualifient pour le WXV 3 2024, tandis que le vainqueur de la compétition se qualifie pour la Coupe du monde 2025 avec le statut « Océanie 1 ».
Le championnat est disputé sous la forme d'un tournoi toutes rondes : toutes les équipes s'affrontent une fois, chaque équipe dispute donc trois matchs.
Confrontée à des problèmes administratifs, la délégation papoue n'est pas arrivée à temps pour disputer la première journée face aux Samoa : la rencontre est annulée.

## Classement et résultats

### Classement
| Rang | Pays                      | J | V | N | D | Bo | Bd | Pm  | Pe  | Diff | Pts |
| ---- | ------------------------- | - | - | - | - | -- | -- | --- | --- | ---- | --- |
| 1    | Fidji                     | 3 | 3 | 0 | 0 | 3  | 0  | 160 | 22  | +138 | 15  |
| 2    | Samoa                     | 2 | 1 | 0 | 1 | 1  | 0  | 42  | 34  | +8   | 5   |
| 3    | Tonga                     | 3 | 1 | 0 | 2 | 1  | 0  | 49  | 82  | -33  | 5   |
| 4    | Papouasie-Nouvelle-Guinée | 2 | 0 | 0 | 2 | 0  | 0  | 11  | 124 | -113 | 0   |

### 1rejournée
| 24 mai 2024 | Fidji Bo. | 48 - 3 (29 - 3) | Tonga                     | Sunnybank Rugby Club, Brisbane Arbitre : Jessica Ling |
| 24 mai 2024 | Essai(s) : 8 Waisega (en) (12e, 45e), Matarugu (16e), Arei (25e, 37e), Milinia (34e), Ralivanawa (48e), Marama (64e) Transformation(s) : 4 Tisolo (en) (18e, 38e, 46e, 65e) | Rapport         | Pénalité(s) : 1 Toa (11e) | Sunnybank Rugby Club, Brisbane Arbitre : Jessica Ling |
| 24 mai 2024 | | Rapport         |                           | Sunnybank Rugby Club, Brisbane Arbitre : Jessica Ling |

| 24 mai 2024 | Samoa | Annulé, | Papouasie-Nouvelle-Guinée | Sunnybank Rugby Club, Brisbane |
| 24 mai 2024 |       |         |                           | Sunnybank Rugby Club, Brisbane |
| 24 mai 2024 |       |         |                           | Sunnybank Rugby Club, Brisbane |

### 2ejournée
| 29 mai 2024 | Fidji Bo. | 85 - 6 (40 - 3) | Papouasie-Nouvelle-Guinée         | Sunnybank Rugby Club, Brisbane Arbitre : Jessica Ling |
| 29 mai 2024 | Essai(s) : 13 Cumu (5e), Naisewa (10e, 34e), Ralivanawa (17e, 44e, 52e, 56e), Nabura (en) (23e), Serevi (en) (31e), Neivosa (60e), Tove (69e), Milinia (73e), Waisega (en) (79e) Transformation(s) : 10 Tisolo (en) (6e, 18e, 24e, 32e, 35e, 45e, 57e, 71e, 74e, 80e) Carton(s) jaune(s) : 1 Railumu (48e) | Rapport         | Pénalité(s) : 2 Lagona (39e, 49e) | Sunnybank Rugby Club, Brisbane Arbitre : Jessica Ling |
| 29 mai 2024 | | Rapport         |                                   | Sunnybank Rugby Club, Brisbane Arbitre : Jessica Ling |

| 29 mai 2024 | Samoa Bo. | 29 - 7 (21 - 7) | Tonga                                                     | Sunnybank Rugby Club, Brisbane Arbitre : Lavenia Racaca |
| 29 mai 2024 | Essai(s) : 4 Pauaraisa (en) (2e, 30e), Col Aumua (11e), Bloomfield (74e) Transformation(s) : 3 Siataga (3e, 12e, 31e) Pénalité(s) : 1 Siataga (58e) Carton(s) jaune(s) : 1 Schwencke (20e) Carton(s) rouge(s) : 1 Pauaraisa (37e) | Rapport         | Essai(s) : 1 Teutau (23e) Transformation(s) : 1 Toa (24e) | Sunnybank Rugby Club, Brisbane Arbitre : Lavenia Racaca |
| 29 mai 2024 | | Rapport         |                                                           | Sunnybank Rugby Club, Brisbane Arbitre : Lavenia Racaca |

### 3ejournée
| 2 juin 2024 | Tonga Bo. | 39 - 5 (29 - 0) | Papouasie-Nouvelle-Guinée  | Sunnybank Rugby Club, Brisbane Arbitre : Lavenia Racaca |
| 2 juin 2024 | Essai(s) : 7 Fakahua (7e), Tuiaki (14e, 18e, 63e), Mahoni (32e), Cook (38e), Manase (77e) Transformation(s) : 2 Akolo (8e, 39e) | Rapport         | Essai(s) : 1 Kaputin (45e) | Sunnybank Rugby Club, Brisbane Arbitre : Lavenia Racaca |
| 2 juin 2024 | | Rapport         |                            | Sunnybank Rugby Club, Brisbane Arbitre : Lavenia Racaca |

| 2 juin 2024 | Samoa | 13 - 27 (5 - 21) | Fidji Bo. | Sunnybank Rugby Club, Brisbane Arbitre : Jessica Ling |
| 2 juin 2024 | Essai(s) : 2 Fiafia (39e), Boysen (55e) Pénalité(s) : 1 Siataga (45e) Carton(s) jaune(s) : 2 Siataga (72e), Laupola (73e) | Rapport          | Essai(s) : 3 Narokete (9e), Ravutia (23e), Senikarivi (28e) Transformation(s) : 3 Tisolo (en) (10e, 24e, 29e) Pénalité(s) : 2 Tisolo (60e, 73e) Carton(s) jaune(s) : 1 Tisolo (75e) | Sunnybank Rugby Club, Brisbane Arbitre : Jessica Ling |
| 2 juin 2024 | | Rapport          | | Sunnybank Rugby Club, Brisbane Arbitre : Jessica Ling |